# Ognjan Gerdżikow
Ognjan Stefanow Gerdżikow, bułg. Огнян Стефанов Герджиков (ur. 19 marca 1946 w Sofii) – bułgarski prawnik i polityk, profesor, w latach 2001–2005 przewodniczący Zgromadzenia Narodowego, w 2017 premier Bułgarii.

## Życiorys
Z wykształcenia prawnik, ukończył studia na Uniwersytecie Sofijskim im. św. Klemensa z Ochrydy. Kształcił się również m.in. w Wiedniu i Hamburgu, uzyskał nadto doktorat z prawa. Podjął praktykę w zawodzie radcy prawnego. Zajął się także działalnością akademicką, dochodząc do stanowiska profesora na macierzystej uczelni i specjalizując się w zagadnieniach z zakresu prawa cywilnego i handlowego. Był także przewodniczącym sądu arbitrażowego przy bułgarskim zrzeszeniu przemysłowym (BSK).
Zaangażował się w działalność polityczną w ramach Narodowego Ruchu Symeona Drugiego (przekształconego później w Narodowy Ruch na rzecz Stabilności i Postępu), stając się jednym z liderów tego ugrupowania. W 2001 i w 2005 uzyskiwał mandat posła do Zgromadzenia Narodowego 39. i 40. kadencji, zasiadając w nim do 2009. W lipcu 2001 stanął na czele parlamentu, został odwołany w lutym 2005 na kilka miesięcy przed końcem kadencji. W 2012 został przewodniczącym stołecznych struktur swojej partii.
24 stycznia 2017 prezydent Rumen Radew powołał go na stanowisko premiera rządu tymczasowego, rozwiązując tego samego dnia Zgromadzenie Narodowe z dniem 27 stycznia 2017 i zarządzając wcześniejsze wybory parlamentarne na dzień 26 marca 2017. Rozwiązanie parlamentu było następstwem trzech nieudanych prób sformowania gabinetu w grudniu 2016, po rezygnacji ze stanowiska premiera przez Bojka Borisowa. Zakończył urzędowanie 4 maja 2017, gdy Bojko Borisow stanął na czele swojego kolejnego gabinetu.